# Бесарабска губерния
Бесарабска губерния (на руски: Бессарабская губерния) е губерния на Руската империя, съществувала от 1812 до 1918 година. Заема основната част на днешна Молдова и най-югозападните части на днешна Украйна, а столица е град Кишинев. Към 1897 година населението ѝ е около 1,9 милиона души, главно молдовани (48%), украинци (20%), евреи (12%), руснаци (8%) и българи (4%).
Създадена е през 1812 година със завладяването от руснаците на историческата област Бесарабия, дотогава част от Княжество Молдова. През 1839 година към нея е присъединена и отнетата от Османската империя, но след Кримската война тя е върната на османците, а най-югозападните части от губернията – на Румъния. През 1878 година Руската империя си връща от Румъния района на Измаил. С разпадането на Руската империя, през 1918 година цялата Бесарабска губерния е присъединена към Румъния.